# Nagy Jenő (ornitológus)
Nagy Jenő (Nyíregyháza, 1882. december 29.–Budapest, 1960. július 13.) tanár, magyar ornitológus, vadász.

## Élete
Evangélikus lelkészi családból származott. Elemi- és középiskolai tanulmányait Nyíregyházán és Késmárkon végezte. 1904-től a Kolozsvári Magyar Királyi Ferenc József Tudományegyetem hallgatója, ahol 1909-ben földrajz-természetrajz szakos középiskolai tanári oklevelet és földrajzból bölcsészettudományi doktori címet szerzett. 14 évig Újverbászon volt középiskolai tanár, majd 1922-től a Debreceni Református Kollégium Főgimnáziumának tanára lett. 1924-től gondozta az állat- és növénygyűjteményt, amelynek 1944-ben több mint 18 ezer leltári egysége volt. Vezetésével minden évben megszervezték a [Madarak és fák napja|Madarak és Fák Napját]]. 1944-ben menekülnie kellett Debrecenből. 1946-ban nyugdíjazták, de haláláig tevékenykedett a természetvédelem területén. A debreceni Nagyerdő fái alatt nyugszik.
Nemzetközi madártani kongresszusokon képviselte Magyarországot. A Tiszántúli Madárvédelmi Egyesület alelnöke volt. A főgimnáziumban megalakította az Ifjúsági Madárvédő (Állatvédő) Egyesületet. Széleskörű levelezést folytatott. Bejárta Németországot, Norvégiát, a Mediterránumot és a Kárpátok térségét. Legfőbb gyűjtési területe a Hortobágy volt. Ő írta le először a hortobágyi szíki (rövidujjú) pacsirta fészkelését. Neki is köszönhetően lett 1939-ben a debreceni Nagyerdő egy része védett.

## Emlékezete
- Déri Múzeum - Nagyerdő - a természet szertára

## Művei
- 1936 Az erdő madárvilága. Debrecen
- 1940 A hortobágyi sziki pacsirta
- 1943 Európa ragadozó madarai. Debrecen

Írt az Aquilába, az Állatvédelembe, vadászati szaklapokba és német szakfolyóiratokba.